# 布莱克·科克伦
布莱克·科克伦（英語：Blake Cochrane，1991年1月25日—），澳大利亚男子游泳运动员。他曾代表澳大利亚参加2008年、2012年、2016年和2020年夏季残疾人奥林匹克运动会游泳比赛，获得二枚金牌、三枚银牌和一枚铜牌。